# Saint-Benoît-la-Forêt
Pour les articles homonymes, voir Saint-Benoît.
Saint-Benoît-la-Forêt est une commune française du département d'Indre-et-Loire située au nord-est de Chinon, en région Centre-Val de Loire.
Ses habitants sont les Bénédictains.

## Géographie
Saint-Benoît, situé à quarante kilomètres au sud-ouest de Tours, forme une clairière dans la forêt de Chinon, en bordure des landes du Ruchard.
La commune dispose également d'une zone d'activité (dans l'ancien camp américain) et un pôle hospitalier situé en limite de la ville de Chinon.
| Huismes | Rigny-Ussé            |            |
|         | Saint-Benoît-la-Forêt | Rivarennes |
| Chinon  | Cravant-les-Coteaux   |            |

### Climat
Pour des articles plus généraux, voir Climat du Centre-Val de Loire et Climat d'Indre-et-Loire.
En 2010, le climat de la commune est de type climat océanique altéré, selon une étude du CNRS s'appuyant sur une série de données couvrant la période 1971-2000. En 2020, Météo-France publie une typologie des climats de la France métropolitaine dans laquelle la commune est toujours exposée à un climat océanique altéré et est dans la région climatique  Moyenne vallée de la Loire, caractérisée par une bonne insolation (1 850 h/an) et un été peu pluvieux. 
Pour la période 1971-2000, la température annuelle moyenne est de 11,5 °C, avec une amplitude thermique annuelle de 14,6 °C. Le cumul annuel moyen de précipitations est de 661 mm, avec 10,2 jours de précipitations en janvier et 6,7 jours en juillet. Pour la période 1991-2020, la température moyenne annuelle observée sur la station météorologique de Météo-France la plus proche, « Chinon - Viti », sur la commune de Chinon à 8 km à vol d'oiseau, est de 12,8 °C et le cumul annuel moyen de précipitations est de 671,9 mm,. Pour l'avenir, les paramètres climatiques de la commune estimés pour 2050 selon différents scénarios d'émission de gaz à effet de serre sont consultables sur un site dédié publié par Météo-France en novembre 2022.

## Urbanisme

### Typologie
Au 1er janvier 2024, Saint-Benoît-la-Forêt est catégorisée commune rurale à habitat dispersé, selon la nouvelle grille communale de densité à sept niveaux définie par l'Insee en 2022.
Elle est située hors unité urbaine. Par ailleurs la commune fait partie de l'aire d'attraction de Chinon, dont elle est une commune de la couronne,. Cette aire, qui regroupe 20 communes, est catégorisée dans les aires de moins de 50 000 habitants,.

### Occupation des sols
L'occupation des sols de la commune, telle qu'elle ressort de la base de données européenne d’occupation biophysique des sols Corine Land Cover (CLC), est marquée par l'importance des forêts et milieux semi-naturels (86,8 % en 2018), une proportion sensiblement équivalente à celle de 1990 (87,3 %). La répartition détaillée en 2018 est la suivante : 
forêts (78,1 %), milieux à végétation arbustive et/ou herbacée (8,7 %), zones agricoles hétérogènes (5,5 %), terres arables (4,9 %), prairies (1,7 %), zones industrielles ou commerciales et réseaux de communication (0,8 %), cultures permanentes (0,2 %). L'évolution de l’occupation des sols de la commune et de ses infrastructures peut être observée sur les différentes représentations cartographiques du territoire : la carte de Cassini (XVIIIe siècle), la carte d'état-major (1820-1866) et les cartes ou photos aériennes de l'IGN pour la période actuelle (1950 à aujourd'hui).

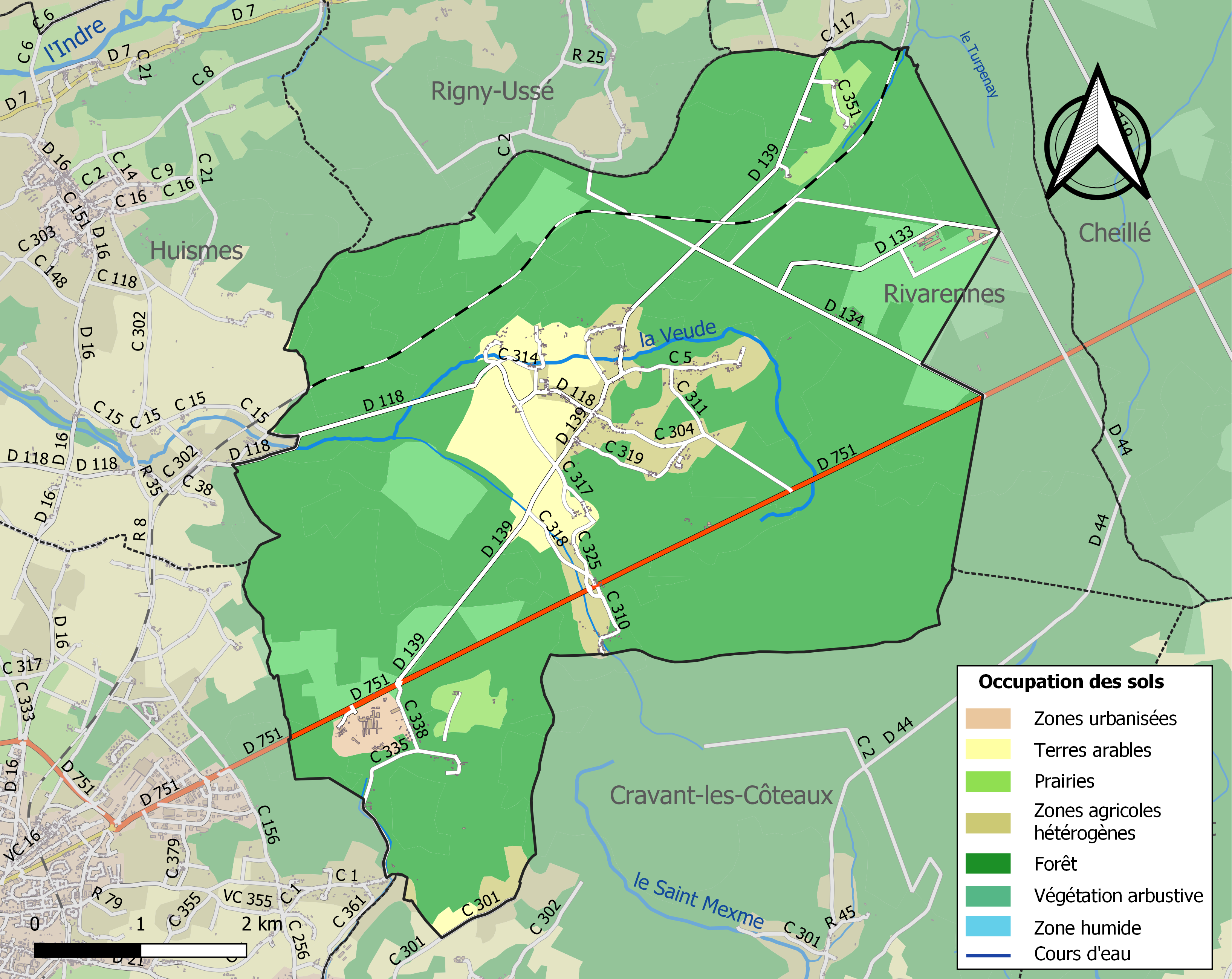
Carte des infrastructures et de l'occupation des sols de la commune en 2018 (CLC).

### Risques majeurs
Le territoire de la commune de Saint-Benoît-la-Forêt est vulnérable à différents aléas naturels : météorologiques (tempête, orage, neige, grand froid, canicule ou sécheresse) et séisme (sismicité faible). Il est également exposé à deux risques technologiques, la rupture d'un barrage et le risque nucléaire. Un site publié par le BRGM permet d'évaluer simplement et rapidement les risques d'un bien localisé soit par son adresse soit par le numéro de sa parcelle.

#### Risques naturels

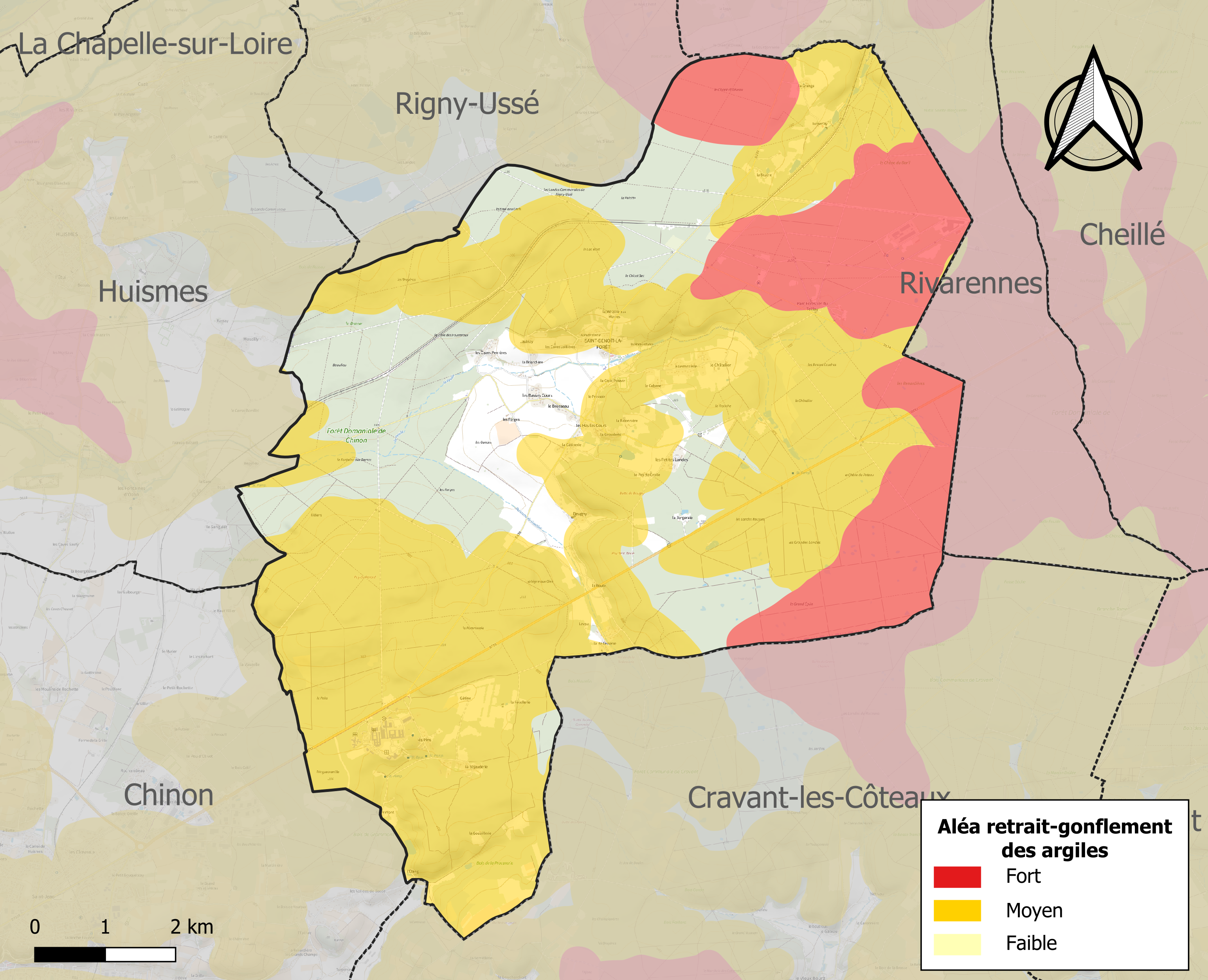
Carte des zones d'aléa retrait-gonflement des sols argileux de Saint-Benoît-la-Forêt.

Le retrait-gonflement des sols argileux est susceptible d'engendrer des dommages importants aux bâtiments en cas d’alternance de périodes de sécheresse et de pluie. 76,7 % de la superficie communale est en aléa moyen ou fort (90,2 % au niveau départemental et 48,5 % au niveau national). Sur les 314 bâtiments dénombrés sur la commune en 2019, 225 sont en aléa moyen ou fort, soit 72 %, à comparer aux 91 % au niveau départemental et 54 % au niveau national. Une cartographie de l'exposition du territoire national au retrait gonflement des sols argileux est disponible sur le site du BRGM,.
Concernant les mouvements de terrains, la commune a été reconnue en état de catastrophe naturelle au titre des dommages causés par des mouvements de terrain en 1999.

#### Risques technologiques
Une partie du territoire de la commune est en outre située en aval d'une digue. À ce titre elle est susceptible d’être touchée par l’onde de submersion consécutive à la rupture de cet ouvrage.
En cas d’accident grave, certaines installations nucléaires sont susceptibles de rejeter dans l’atmosphère de l’iode radioactif. La commune étant située dans le périmètre immédiat de 5 km autour de la centrale nucléaire de Chinon, elle est exposée au risque nucléaire. À ce titre les habitants de la commune ont bénéficié, à titre préventif, d'une distribution de comprimés d’iode stable dont l’ingestion avant rejet radioactif permet de pallier les effets sur la thyroïde d’une exposition à de l’iode radioactif. En cas d'incident ou d'accident nucléaire, des consignes de confinement ou d'évacuation peuvent être données et les habitants peuvent être amenés à ingérer, sur ordre du préfet, les comprimés en leur possession.

## Histoire

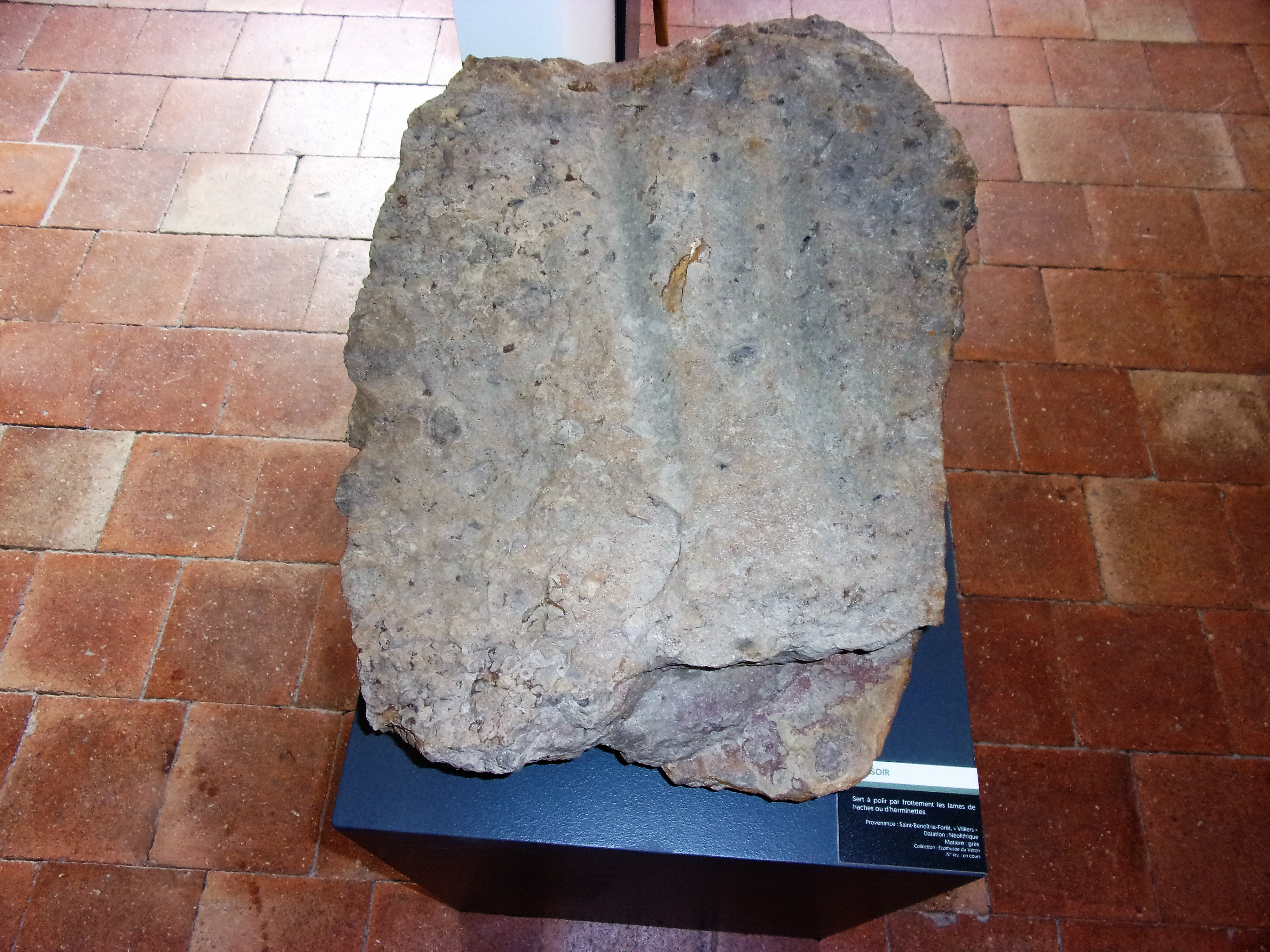
Polissoir néolithique trouvé dans la commune.

Parochia Sancti Benedicti de Morte (paroisse de Saint-Benoît de la Mort) se trouve dans les documents en 1290 et 1298, en raison du trépas d'un fief en 1146.
Lorsque le roi Louis XI visita cette commune en mars 1479, elle s’appelait encore Saint-Benoît-du-Lac-Mort. En effet, la commune était située à 150 m au nord du ruisseau du Lac-Mort.
Au cours de la Révolution française, la commune devint Benoît-le-Bois puis à nouveau Saint-Benoît. Enfin, selon un arrêté préfectoral, l’appellation redevint Saint-Benoît-la-Forêt en 1936.

## Économie
Dans les années 60, la fabrique de meubles Doubinski a employé jusqu'à 800 personnes à Saint-Benoit et Saint Pierre des Corps. C'est maintenant le siège social de la société Clen, leader français du classement. Créée en 2002, elle emploie 200 personnes et en 2018, elle a acheté la société Novaclass.
Le groupe Ensarguet, également fabricant de meubles employait, en 2004, 150 personnes. Fragilisé par la défaillance de son principal client la Camif, l'entreprise été mise en liquidation en 2017.

## Politique et administration

### Liste des maires
| Période                                  | Période   | Identité          | Étiquette | Qualité       |
| ---------------------------------------- | --------- | ----------------- | --------- | ------------- |
| avant 1981                               | Mars 2001 | Jacques Balavoine |           |               |
| mars 2001                                | mars 2008 | François Forget   |           |               |
| mars 2008                                | En cours  | Didier Guilbault  | DVD       | Fonctionnaire |
| Les données manquantes sont à compléter. |           |                   |           |               |

### Tendances politiques
| Scrutin             | Scrutin             | 1er tour | 1er tour | 1er tour | 1er tour | 1er tour | 1er tour | 1er tour | 1er tour | 1er tour | 1er tour | 1er tour | 1er tour | 2d tour | 2d tour  | 2d tour | 2d tour | 2d tour | 2d tour |
| Scrutin             | Scrutin             | 1er      | 1er      | %        | 2e       | 2e       | %        | 3e       | 3e       | %        | 4e       | 4e       | %        | 1er     | 1er      | %       | 2e      | 2e      | %       |
| ------------------- | ------------------- | -------- | -------- | -------- | -------- | -------- | -------- | -------- | -------- | -------- | -------- | -------- | -------- | ------- | -------- | ------- | ------- | ------- | ------- |
| Présidentielle 2017 | Présidentielle 2017 |          | LFI      | 23,80    |          | FN       | 20,51    |          | EM       | 16,96    |          | LR       | 16,96    |         | EM       | 63,72   |         | FN      | 36,28   |
| Présidentielle 2022 | Présidentielle 2022 |          | RN       | 25,06    |          | LREM     | 24,32    |          | LFI      | 21,62    |          | EELV     | 7,62     |         | LREM     | 58,95   |         | RN      | 41,05   |
| Législatives 2022   | 4e                  |          | PS-Nupes | 35,19    |          | RE-Ens   | 21,85    |          | RN       | 21,48    |          | LR       | 11,11    |         | PS-Nupes | 62,78   |         | RE-Ens  | 37,22   |
| Législatives 2024   | 4e                  |          | RN       | 35,90    |          | PS-NFP   | 31,05    |          | RE-Ens   | 23,36    |          | LR       | 8,83     |         | PS-NFP   | 52,14   |         | RN      | 47,86   |

## Population et société

### Démographie
L'évolution du nombre d'habitants est connue à travers les recensements de la population effectués dans la commune depuis 1793. Pour les communes de moins de 10 000 habitants, une enquête de recensement portant sur toute la population est réalisée tous les cinq ans, les populations de référence des années intermédiaires étant quant à elles estimées par interpolation ou extrapolation. Pour la commune, le premier recensement exhaustif entrant dans le cadre du nouveau dispositif a été réalisé en 2004.

En 2022, la commune comptait 848 habitants, en évolution de −0,47 % par rapport à 2016 (Indre-et-Loire : +1,67 %, France hors Mayotte : +2,11 %).
| 1793 | 1800 | 1806 | 1821 | 1831 | 1836 | 1841 | 1846 | 1851 |
| ---- | ---- | ---- | ---- | ---- | ---- | ---- | ---- | ---- |
| 482  | 490  | 581  | 535  | 534  | 537  | 577  | 552  | 555  |

| 1856 | 1861 | 1866 | 1872 | 1876 | 1881 | 1886 | 1891 | 1896 |
| ---- | ---- | ---- | ---- | ---- | ---- | ---- | ---- | ---- |
| 518  | 520  | 488  | 483  | 467  | 473  | 466  | 425  | 449  |

| 1901 | 1906 | 1911 | 1921 | 1926 | 1931 | 1936 | 1946 | 1954 |
| ---- | ---- | ---- | ---- | ---- | ---- | ---- | ---- | ---- |
| 454  | 503  | 455  | 374  | 360  | 322  | 285  | 326  | 370  |

| 1962 | 1968 | 1975  | 1982  | 1990 | 1999 | 2004 | 2006 | 2009 |
| ---- | ---- | ----- | ----- | ---- | ---- | ---- | ---- | ---- |
| 376  | 334  | 1 335 | 1 177 | 946  | 766  | 801  | 805  | 862  |

| 2014 | 2019 | 2022 | - | - | - | - | - | - |
| ---- | ---- | ---- | - | - | - | - | - | - |
| 858  | 849  | 848  | - | - | - | - | - | - |

### Enseignement
Saint-Benoît-la-Forêt se situe dans l'Académie d'Orléans-Tours (Zone B) et dans la circonscription de Chinon.
L'école élémentaire accueille les élèves de la commune.

## Lieux et monuments
- L'abbaye de Turpenay, située dans une clairière entre Saint-Benoît et Rivarennes.

Fondée en 1127 par Foulques le Jeune, comte d'Anjou, une partie de ses bâtiments date du XVe siècle, une autre du XVIIe siècle,.
François Rabelais la cite sous le nom d'abbaye de Thélème, Honoré de Balzac la mentionne sous le nom d'abbaye de Turpenay dans : Les Bons propos des religieuses de Poissy (Les bons propos des religieuses de Poissy), et dans Sur le moyne Amador qui fut un glorieux abbé de Turpenay, deux de ses Cent contes drolatiques.
- Église Saint-Benoît, reconstruite en 1877, et dont la sacristie se trouve dans le chœur de l'église précédente, datant des XIIIe et XVe siècles[35].
- Restes du prieuré de Grammont ou du Pommier-Aigre, fondé par Henri II d'Angleterre, avec son logis du XVIe siècle[36].
- Vestiges du manoir de Louis XI, dans la ferme des Forges[37].
- Château de Beugny, reconstruit et servant de chambre d'hôtes[38],[39].
- Maison forestière de Jacques Molay (XIXe siècle)[40].
- Le bourg, implanté dans une clairière de la forêt de Chinon.
- Hameau de La Grange.
- Landes du Ruchard.

## Personnalités liées à la commune
- Le  cardinal de Richelieu (1585-1642), fut prieur du prieuré de Pommier-Aigre.
- Joseph de La Martinière (1908-2003), prêtre français, historien et  résistant y est mort.
- Kaylia Nemour (2006-), gymnaste et médaillée olympique y est née.